# Nomen conservandum
En nomenclatura taxonómica, la expresión latina nomen conservandum (en español, nombre conservado, en plural nomina conservanda, la abreviatura es nom. cons.) es un nombre científico que posee una protección nomenclatural debido a que, si bien no respeta las normas establecidas por los códigos internacionales de nomenclatura, se continúa utilizando. 

## En botánica
Un nomen conservandum, a pesar de no estar definido explícitamente en el Código Internacional de Nomenclatura Botánica, es cualquier nombre de un género, familia o taxón de rango intermedio que debe adoptarse como nombre correcto a pesar de que su aceptación no respete las reglas de nomenclatura. 
El procedimiento de conservación tiene como propósito impedir cambios nomenclaturales desventajosos por la aplicación estricta de las reglas, en particular el principio de prioridad.
La conservación puede estar restringida a la ortografía de un nombre, como por ejemplo Euonymus (no Evonymus), Guaiacum (no Guajacum), Hieronyma (no Hyeronima o Hieronima). No obstante, los ejemplos más clásicos están relacionados con la conservación de nombres muy utilizados y casi tradicionales en la nomenclatura. Por ejemplo, el nombre de toda familia de plantas se debe construir con el nombre del género tipo y el sufijo "aceae" (en latín) o "áceas" en español. Así, la familia de los pastos y cereales se debe denominar Poaceae debido a que el género tipo es Poa y la familia de las coles se debe llamar Brassicaceae ya que el género tipo es Brassica. No obstante, el uso y la costumbre es la de denominar a la primera Gramineae y a la segunda Cruciferae. Ambos nombres, entonces, se utilizan como "nomen conservandum". Además de las dos mencionadas, las familias en las que, como excepción, se permite el uso del nombre tradicional son (se lista en primer lugar el nomen conservandum y entre paréntesis el nombre correcto según las normas, y luego, el género tipo):
- Palmae (Arecaceae tipo Areca L.)
- Leguminosae (Fabaceae tipo Faba Mill.)
- Gramineae (Poaceae tipo Poa L.)
- Guttiferae (Clusiaceae tipo Clusia L.)
- Umbelliferae (Apiaceae tipo Apium L.)
- Labiatae (Lamiaceae tipo Lamium L.)
- Compositae (Asteraceae tipo Aster L.)